# 麥迪遜鎮區 (內布拉斯加州菲爾莫爾縣)
麥迪遜鎮區（英語：Madison Township）是位於美國內布拉斯加州菲爾莫爾縣的一個行政鎮區。

## 地方資料
麥迪遜鎮區的面積為92.40平方千米，皆為陸地。根據2020年美國人口普查的數據，當地共有人口649人，而人口密度為每平方千米7.02人。